# Tror du jag ljuger?
Tror du jag ljuger? är ett svenskt humorprogram i Sveriges Television, där det första avsnittet sändes 19 mars 2016. Programmet är en svensk version av det brittiska TV-programmet Would I Lie to You?
I programmet tävlar två lag med tre deltagare i varje lag. Deltagarna får i olika tävlingsmoment berätta om olika karaktärsdrag och händelser i sina liv och motståndarlaget ska gissa om berättelsen är sann eller påhittad. 
De får dra upp ett kort och läsa exakt vad som står på det. Antingen är det en händelse eller ett karaktärdrag men det kan också stå "person" då en person får komma in i studion och delatagren ska då berätta om vem det är och deras relation eller "föremål" då deltagaren får öppna en låda och ta ut ett föremål och sedan berätta om det. För att göra det svårare så vet inte den som drar upp kortet vad som står på det innan.
Programmet leds av Anna Mannheimer och har lagledarna Fredrik Lindström och Johan Glans för var sitt lag i samtliga avsnitt.
En tredje säsong spelades in 6–10 november 2017 och sändes våren 2018.

## Avsnitt
| Avsnitt | Deltagare                          | Deltagare                        | Sändningsdatum |
| Avsnitt | Lag Lindström                      | Lag Glans                        | Sändningsdatum |
| ------- | ---------------------------------- | -------------------------------- | -------------- |
| 1       | Johan Rheborg Emma Knyckare        | Kattis Ahlström Micke Leijnegard | 19 mars 2016   |
| 2       | Peter Magnusson Doreen Månsson     | Erik Haag Lotta Lundgren         | 2 april 2016   |
| 3       | William Spetz Maria Wetterstrand   | Julia Frej Kristoffer Appelquist | 9 april 2016   |
| 4       | Pernilla Wahlgren Andreas T Olsson | Marika Carlsson Henry Bowers     | 16 april 2016  |
| 5       | David Batra Ebba Witt-Brattström   | Anders Johansson Jessika Gedin   | 23 april 2016  |
| 6       | Carolina Gynning Niklas Källner    | Petrina Solange Mark Levengood   |                |
| 7       | Renée Nyberg Knut Knutson          | Shima Niavarani Peter Apelgren   |                |
| 8       | Kakan Hermansson Per Andersson     | Marie Göranzon Kalle Moraeus     |                |
| 9       | Kristian Luuk Tommy Körberg        | Henrik Dorsin Tina Nordström     |                |